# Jörgen Brink

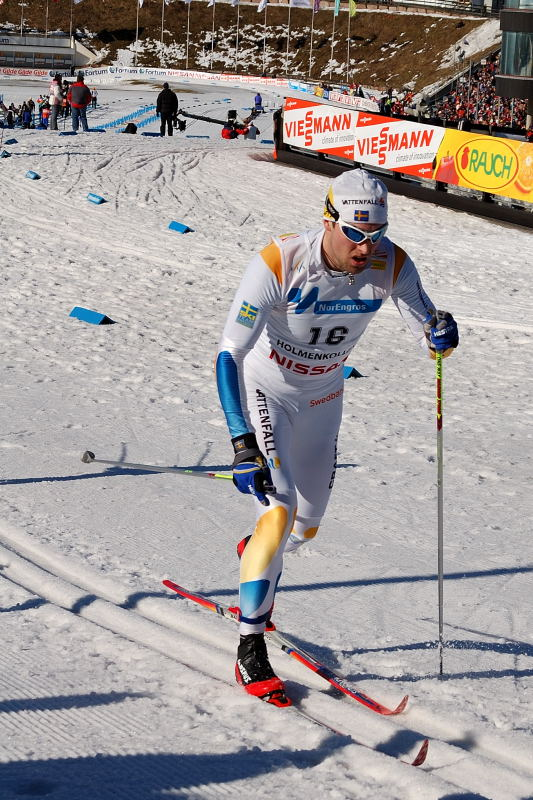
Jörgen Brink am Holmenkollen (2007)

Per Jörgen Brink (* 10. März 1974 in Delsbo, Gemeinde Hudiksvall, Provinz Gävleborg) ist ein ehemaliger schwedischer Skilangläufer und Biathlet.

## Werdegang
Jörgen Brink startete als Skilangläufer für Hudiksvalls IF, später für IFK Umeå und als Biathlet für den Club Jämtland Biathlon. Brink nahm seit der Saison 1994/95 im Skilanglauf-Weltcup teil und gewann 2003 in Otepää über 30 km sein einziges Weltcuprennen, insgesamt war er in Weltcuprennen sechsmal unter den ersten Drei platziert. In seiner erfolgreichsten Saison, der Saison 2002/03, gewann er bei den Weltmeisterschaften in Val di Fiemme Bronze im Skiathlon über 2 × 10 km und im Wettbewerb über 50 km und wurde Siebter über 30 km. Er nahm an den Olympischen Spielen 2002 und 2006 als Langläufer teil; seine beste Platzierung war Platz 24 im Sprint in Salt Lake City.
Bei den schwedischen Meisterschaften gewann er 2003 den Sprint, wurde zweimal Zweiter (2003 im Skiathlon und 2004 im Sprint) und einmal Dritter (2003 über 10 km) – bei den nationalen Biathlonmeisterschaften errang er 2007 hinter Björn Ferry überraschend den zweiten Platz und startete ab der Saison 2007/08 mit dem Biathlonteam im Weltcup. Seine beste Platzierung war der fünfte Platz im Sprint in Vancouver 2009. Für die Olympischen Spiele in Vancouver 2010 fand Brink als Biathlet keine Berücksichtigung, nachdem er seine Schießleistungen nicht stabilisieren konnte. Nach der Saison 2009/2010 wurde Brink aus dem Nationalkader bei den Biathleten gestrichen.
Er konzentrierte sich daraufhin wieder auf den Langlauf und gewann überraschend den Wasalauf 2010. Ein Jahr später konnte er dieses Rennen erneut für sich entscheiden. In der neuen Rekordzeit von 3.38,41 gewann er das Rennen 2012 zum dritten Mal in Folge.  Ebenfalls 2012 siegte er beim Tartu Maraton. Er konnte den 7-mila-Skimarathon von 2016 bis 2018 drei Mal in Folge gewinnen. Beim Wasalauf 2018 belegte er den vierten Platz. Letztmals international startete er in der Saison 2018/19 beim Ylläs–Levi-Lauf.

## Erfolge im Skilanglauf

### Siege bei Weltcuprennen
| Nr. | Datum           | Ort    | Disziplin                   |
| --- | --------------- | ------ | --------------------------- |
| 1.  | 12. Januar 2003 | Otepää | 30 km klassisch Massenstart |

| Nr. | Datum         | Ort   | Disziplin           |
| --- | ------------- | ----- | ------------------- |
| 1.  | 23. März 2003 | Falun | 4 × 10 km Staffel 1 |

### Siege bei Continental-Cup-Rennen
| Nr. | Datum           | Ort    | Disziplin        | Serie           |
| --- | --------------- | ------ | ---------------- | --------------- |
| 1.  | 3. Februar 1996 | Sunne  | 10 km Freistil   | Continental Cup |
| 2.  | 14. Januar 2001 | Gjøvik | 20 km Verfolgung | Continental Cup |

### Siege bei Worldloppet-Cup-Rennen
Anmerkung: Vor der Saison 2015/16 hieß der Worldloppet Cup noch Marathon Cup.
| Nr. | Datum            | Ort        | Rennen        | Disziplin                     |
| --- | ---------------- | ---------- | ------------- | ----------------------------- |
| 1.  | 7. März 2010     | Sälen–Mora | Wasalauf      | 90 km klassisch Massenstart   |
| 2.  | 6. März 2011     | Sälen–Mora | Wasalauf      | 90 km klassisch Massenstart 2 |
| 3.  | 19. Februar 2012 | Otepää     | Tartu Maraton | 63 km klassisch Massenstart 2 |
| 4.  | 4. März 2012     | Sälen–Mora | Wasalauf      | 90 km klassisch Massenstart 2 |

### Siege bei Ski-Classics-Rennen
| Nr. | Datum            | Ort        | Rennen        | Disziplin                     |
| --- | ---------------- | ---------- | ------------- | ----------------------------- |
| 1.  | 6. März 2011     | Sälen–Mora | Wasalauf      | 90 km klassisch Massenstart 3 |
| 2.  | 19. Februar 2012 | Otepää     | Tartu Maraton | 63 km klassisch Massenstart 3 |
| 3.  | 4. März 2012     | Sälen–Mora | Wasalauf      | 90 km klassisch Massenstart 3 |

## Biathlon-Weltcup-Platzierungen
Die Tabelle zeigt alle Platzierungen (je nach Austragungsjahr einschließlich Olympische Spiele und Weltmeisterschaften).
- 1.–3. Platz: Anzahl der Podiumsplatzierungen
- Top 10: Anzahl der Platzierungen unter den ersten zehn (einschließlich Podium)
- Punkteränge: Anzahl der Platzierungen innerhalb der Punkteränge (einschließlich Podium und Top 10)
- Starts: Anzahl gelaufener Rennen in der jeweiligen Disziplin

| Platzierung         | Einzel | Sprint | Verfolgung | Massenstart | Staffel | Gesamt |
| ------------------- | ------ | ------ | ---------- | ----------- | ------- | ------ |
| 1. Platz            |        |        |            |             |         |        |
| 2. Platz            |        |        |            |             |         |        |
| 3. Platz            |        |        |            |             |         |        |
| Top 10              |        | 1      |            |             | 2       | 3      |
| Punkteränge         | 1      | 2      | 1          |             | 2       | 6      |
| Starts              | 5      | 15     | 3          |             | 2       | 25     |
| Stand: Karriereende |        |        |            |             |         |        |